# Municipio de Lower Creek (condado de Caldwell)
El municipio de Lower Creek (en inglés: Lower Creek Township ) es un municipio ubicado en el  condado de Caldwell en el estado estadounidense de Carolina del Norte. En el año 2010 tenía una población de 12.393 habitantes.

## Geografía
El municipio de Lower Creek se encuentra ubicado en las coordenadas 35°55′12.47″N 81°30′56.34″O / 35.9201306, -81.5156500.